# El retrobament
El retrobament (originalment en anglès, 10 Year Reunion) és una pel·lícula estatunidenca de thriller de 2016 dirigida i escrita per Jake Helgren. La història gira al voltant dels secrets guardats en una càpsula del temps per cinc amigues d'institut, que es retrobaran deu anys després d'haver-los escrit. Entre el repartiment, destaca Kacey Clarke, Kayla Ewell, Jillian Nelson, Anya Engel-Adams i Johnny Pacar. Està produïda per Friends First Films, amb la distribució de Lifetime i MarVista Entertainment. S'ha doblat en català per TV3, que va emetre-la per primer cop el 10 de setembre de 2022.

## Sinopsi
Just abans de graduar-se a l'institut, la Carly i les seves quatre millors amigues (l'Abby, la Rose, la Patty i l'Erica) escriuen els seus secrets més íntims en una càpsula del temps i prometen que l'obriran quan es retrobin al cap de deu anys. Però l'Abby mor la nit abans de la graduació i les noies, commocionades, aviat perden el contacte. Al cap de deu anys, la Carly i les seves amigues tornen al poble per la trobada d'exalumnes de l'institut i descobreixen que, abans de morir, l'Abby els va deixar unes quantes pistes perquè trobessin la càpsula del temps. Decidida a buscar la capsa per complir la promesa que van fer a l'Abby, la Carly convenç la resta del grup perquè l'ajudin. Però, com més s'hi acosten, més s'adonen que la mort de l'Abby no va ser un accident, i que a la càpsula potser hi ha secrets molt més greus del que es pensaven.